# Radio Cina Internazionale
(Slogan di apertura delle trasmissioni in lingua italiana)
(Slogan di apertura delle trasmissioni in lingua inglese)
Radio Cina Internazionale (Cinese: 中国国际广播电台, Pinyin: Zhōng Guó Guó Jì Guǎng Bō Diàn Tái) è il servizio radiofonico internazionale in 45 lingue della Repubblica popolare cinese.

## Storia
La radio è stata introdotta per la prima volta in Cina negli anni '20 e '30. Tuttavia, poche famiglie avevano ricevitori radio. Alcune città avevano stazioni commerciali. La maggior parte dell'utilizzo della radio era per scopi politici, spesso a livello locale.
Il Partito Comunista Cinese utilizzò per la prima volta la radio nella provincia di Yanan Shaanxi nel marzo 1940 con un trasmettitore importato da Mosca. Xinhua New Chinese Radio (XNCR) andò in onda da Yanan il 30 dicembre 1940. XNCR trasmise a un'area geografica più ampia dopo il 1945, e i suoi programmi divennero più regolari e formalizzati con trasmissioni di notizie, annunci ufficiali, bollettini di guerra e opere d'arte e programmi letterari.
Il servizio inglese iniziò l'11 settembre 1947, trasmettendo come XNCR da una grotta a Shahe nelle montagne Taihang, quando la Cina era nel mezzo di una guerra civile, per annunciare le aree appena conquistate e trasmettere una prospettiva politica e culturale cinese al mondo in generale. La stazione si spostò dalle montagne Taihang alla capitale, Pechino, quando fu costituita la Repubblica popolare cinese nel 1949. Il suo nome fu cambiato in Radio Pechino il 10 aprile 1950 e in Radio Pechino nel 1983. Il 1 gennaio 1993, il nome della stazione è stato nuovamente cambiato, questa volta in China Radio International, per evitare qualsiasi confusione con le trasmissioni radiofoniche locali di Pechino. La sua piattaforma di trasmissione online: China International Broadcasting Network (CIBN) è stata formalmente fondata nel 2011, come joint venture di China Radio International, Huawen Media Investment, JinZhengYuan, Youku, Oriental Times Media e Suning Holdings Group.
Le trasmissioni in lingua italiana di Radio Cina Internazionale hanno avuto inizio il 30 aprile 1960 con il nome di Radio Pechino, costruendo così una finestra della Cina, tramite la quale il popolo italiano può conoscerne la realtà. A partire da allora, prendendo come principio il motto "Al servizio degli ascoltatori", tutti i componenti della Sezione italiana hanno compiuto sforzi instancabili per stimolare la comprensione reciproca e l'amicizia tra i due popoli di Cina e Italia.

## Programmi
Il palinsesto quotidiano in lingua italiana vede trasmissioni articolate in:
1. notiziari interni e internazionali
2. pagine di commento
3. rubriche fisse per ogni giorno della settimana

- Lunedì
  - Lo zoom sull'economia cinese, programma di carattere economico.
- Martedì
  - Viaggio in Cina programma dedicato all'illustrazione dei paesaggi più belli della Cina, dei siti di interesse storico e culturale, delle usanze e dei costumi locali e degli itinerari turistici più importanti del paese
- Mercoledì
  - Posta degli ascoltatori, durante il quale viene risposto alle domande poste dagli ascoltatori. Le risposte abbracciano svariati argomenti, dal quadro di lavoro e di vita dei cinesi, alla condizione della donna in Italia, alla medicina e farmacologia tradizionali, alla tutela ambientale fino alla cucina e ai metodi di infusione del tè
- Giovedì
  - La Cina ai miei occhi, condotto da Gabriella Bonino, l'esperta italiana della sezione. In questo programma, osservando la Cina da un angolo visivo italiano, Gabriella illustra agli ascoltatori ciò che vede con i propri occhi e le sue impressioni personali sulla Cina
- Venerdì
  - Settimanale della cultura, si occupa di cultura, arte, letteratura, teatro, della civiltà antica e moderna cinese e degli scambi culturali tra la Cina e l'Italia, che ha reso il programma uno dei più apprezzati dagli ascoltatori.[4]
- Sabato-Domenica
  - Weekend alla casa da tè e Serata in libreria, che illustrano molti temi concernenti la Cina.
  - Programma musicale, che presenta soprattutto la musica tradizionale cinese